# David Hodges
David Hodges (Little Rock, Arkansas; 5 de diciembre de 1978) es un cantante, tecladista y compositor estadounidense. Es más conocido por haber pertenecido a la banda Evanescence en sus inicios, la cual abandonó a finales del año 2002. También ha trabajado con bandas como The Age of Information y Arrows to Athens.

## Historia
En 1999 entró en el grupo Evanescence, y colaboró junto a Amy Lee y Ben Moody en la composición de las canciones y en algunas canciones como vocalista de fondo, hasta su salida del grupo en 2002. Contribuyó en el inicio de la grabación del tercer trabajo de la banda, Origin. Con 11 canciones y 2 outtakes, este disco fue considerado por Amy Lee un CD de demos y fue lanzado el 4 de diciembre de 2000. Al igual que sus predecesores, tuvo una pequeña emisión, de tan sólo 2500 copias. También colaboró en la composición y las sesiones de grabación del primer álbum de estudio de la banda, Fallen.

## Separación de Evanescence
En el verano de 2002, Evanescence firmó con la discográfica Wind Up Records y grabaron su álbum debut «Fallen». En diciembre de ese mismo año, tras finalizar la grabación del álbum, el teclista David Hodges se separó de la banda. Originalmente se creía que la salida se había producido por su propia voluntad y por su intención de llevar la banda a la escena cristiana, de la que Moody y Lee querían apartarse. Sin embargo, en una entrevista en el año 2018, David reveló que tras una reunión entre el dúo y la discográfica, Amy y Ben le comunicaron que ya no formaría parte de la banda.
Tras la expulsión, Hodges formó su banda de rock cristiano, Trading Yesterday.
En diciembre de 2010 anunció que volvería a trabajar con Lee en lo que respecta al tercer disco de Evanescence, lo cual no implicaba que regresaría como titular. [cita requerida]